# Emmanuel Brousse
Emmanuel Brousse  (Perpinyà, 23 d'agost del 1866 - París, 17 de novembre del 1926) va ser un impressor, periodista i polític nord-català. 

## Biografia
El seu pare, Emmanuel Brousse, format a la impremta Tastu, era responsable de la impremta de L'Indépendant, el diari de les comarques nord-catalanes. El fill, Emmanuel, ja de molt jove començà a treballar de tipògraf a l'empresa familiar. A poc a poc s'inicià al periodisme signant amb el pseudònim l'observateur du Cap Béar i fent cròniques locals, cosa que el portà a recórrer els Pirineus Orientals de cap a cap i, fruit dels coneixements obtinguts, publicà diverses obres sobre l'Alta Cerdanya, el Conflent i el Capcir. També aprofità aquests desplaçaments per veure la possibilitat de fer una línia de tren que facilités la comunicació dins del departament (Brousse havia fet els viatges en diligència); més endavant, i amb la col·laboració de Jules Lax, Inspector general de Ponts i Calçades, fou l'impulsor de la línia Vilafranca de Conflent-Montlluís, iniciada el 1903 i acabada el 1910, i de la prolongació fins a la Guingueta d'Ix (1911), actualment servida pel popular Tren Groc. Esdevingué periodista a temps complet el 1889 i als anys 1890 protagonitzà, juntament amb el redactor en cap Escarguel, tota una renovació i rejoveniment de l'Indépendant, que portaria com a gerent del 1894 al 1898 mentre el dirigia Juli Escarguel. El 1896 va fer publicar al diari la primera guia turística de la regió, Pyrénées inconnues: La Cerdagne française, ja que pensava que el turisme podia ser un dinamitzador de l'economia local.
Milità a l'Alliance démocratique. Va ser conseller municipal (regidor) de Perpinyà, conseller general pel Cantó de Sallagosa (1895-1926). A Assemblea Nacional francesa reemplaçà com a diputat pel departament un sempitern (trenta anys de diputat, 1876-1906) Frederic Escanyé, i segué en els escons de la Gauche démocratique, posteriorment Gauche républicaine démocratique, del 1906 al 1924. El seu pas per l'Assemblea es marcà per una defensa aferrissada dels interessos dels viticultors i la lluita per la millora de les comunicacions a l'Alta Cerdanya. El primer govern d'Alexandre Millerand el nomenà sots-secretari d'Estat per a les finances, i aquesta confiança política el mantingué el càrrec durant el segon govern Millerand i s'allargà fins al de Georges Leygues (del gener de 1920 al gener del 1921, en total). Codirigí l'Indépendant i morí el 1926.
Es casà amb Marguerite Chamorin el 19 de novembre del 1889, a Perpinyà. Tingueren tres fills més un quart que morí en la infantesa.
- Charles-Emmanuel Brousse (1892-1981), advocat, militar, periodista i empresari
- Emmanuel Brousse [nt 3] va ser periodista i fou cap d'administració i de personal de l'Indépendant. A la mort del seu pare el reemplaçà com a conseller general pel cantó de Sallagosa.
- Georges Brousse (? - 1944), director de l'Indépendant, mort en la deportació a la Segona Guerra Mundial [nt 4]

Una neta o renéta (?) d'Emmanuel Brousse, Suzette Brousse, es casà amb Jacques Farran, polític perpinyanenc i diputat a l'Assemblea nacional del 1986 al 1993. Un altre Georges Brousse va ser co-director del periòdic del 1956 al 1986.

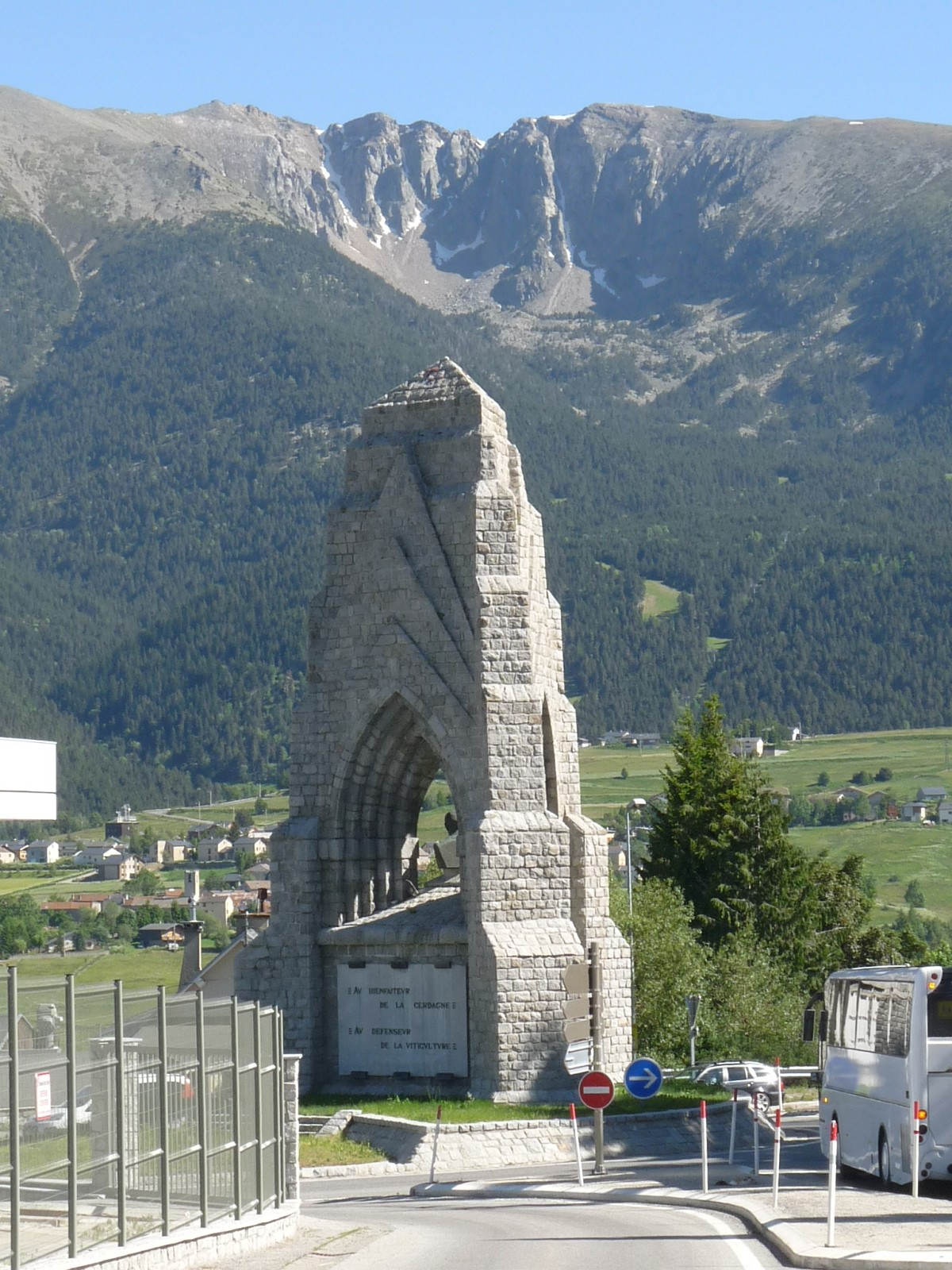
Monument a Emmanuel Brousse, a la Cabanassa

Emmanuel Brousse té una avinguda dedicada a Font-romeu, i el carrer de Perpinyà on hi ha la redacció de l'Indépendant també porta aquest nom. A la Cabanassa, un monument el recorda: obra de l'arquitecte Mas Chancel i l'escultor Raimon Sudre, va ser inaugurat el 24 d'agost del 1930; modernament, ha estat profundament mutilat per la construcció d'una rotonda automobilística al voltant. Un títol novel·lístic s'inspirà en la insòlita frase que s'hi llegeix a la dedicatòria:
| « | Emmanuel Brousse. À l'apôtre des économies, au ministre mort pauvre. Au bienfaiteur de la Cerdagne, au défenseur de la viticulture | » |

## Obres
- La Cerdagne française.  Perpinyà: Impr.-Libr. de l'Indépendant, 1896 (Pyrénées inconnues). Medalla d'or 1895 de la Société agricole, scientifique et littéraire des Pyrénées-Orientales (la segona edició ampliada es publicà[19] el 1926, i se n'ha fet dos facsímils[20][21] moderns)
- Brousse, Emmanuel, fils. L'enclave espagnole de Llivia.  Perpinyà: Libr. de l'Indépendant des Pyrénées-Orientales, 1898. (Extret de l'Annuaire du Club alpin français. Vol. 24, 1897)
- Brousse, Emmanuel, fils. Excursions dans les hautes vallées de la Têt, de l'Aude et du Sègre (Haut-conflent, Capcir, Cerdagne) Guide pratique du touriste, publié sous le patronage du Club alpin français (Section du Canigou).  Perpinyà: Impr.-Libr. de l'Indépendant des Pyrénées-Orientales, 1897 (Pyrénées inconnues). (Digitalitzat[22] a la mediateca de Perpinyà)
- Conférences sur l'ethnographie des Pyrénées-Orientales et causerie sur l'enclave espagnole de Llivia, faites le... 2 septembre 1899, en Cerdagne, à l'occasion du Congrès du Club alpin français.  s.l.: Impr. de Chamerot et Renouard, 1899.